# オットー5世 (バイエルン公)
オットー5世（Otto V., 1340年? - 1379年11月15日）は、14世紀のバイエルン公（上バイエルン公）（在位：1347年 - 1351年）、ブランデンブルク選帝侯（オットー7世、在位：1365年 - 1373年）。神聖ローマ皇帝ルートヴィヒ4世とエノー伯、ホラント伯、ゼーラント伯相続人マルガレーテの末子。ルートヴィヒ5世、シュテファン2世の異母弟、ルートヴィヒ6世、ヴィルヘルム1世、アルブレヒト1世の同母弟である。

## 生涯
1347年に父が没し、1349年にその遺領を分割した際、上バイエルンはルートヴィヒ5世、ルートヴィヒ6世、オットー5世が、下バイエルンはシュテファン2世、ヴィルヘルム1世、アルブレヒト1世がそれぞれ共同統治することに決定した。オットー5世はまだ幼かったため、1360年までネーデルラントで同母兄ルートヴィヒ6世の後見を受けた。
1351年、ルートヴィヒ6世と共に上バイエルンを異母兄のルートヴィヒ5世に譲渡した。1365年、ルートヴィヒ6世が子供のないまま亡くなったため、ブランデンブルク選帝侯領を継いだ。翌1366年に神聖ローマ皇帝カール4世の娘でオーストリア大公ルドルフ4世の未亡人カタリーナと結婚した。この結婚に先立ち、ルートヴィヒ6世とカール4世の間で兄弟に子供がなかったらルクセンブルク家にブランデンブルクを譲渡すると決められていた。
しかし、カール4世は1371年にブランデンブルクに侵攻し、1373年に多額の賠償金をオットー5世に支払って自身の長男ヴェンツェルにブランデンブルクを譲渡させた。オットー5世はバイエルンに引退し、以後は選帝権を保持したままシュテファン2世及び3人の甥達（シュテファン3世、フリードリヒ、ヨハン2世）の名目上の共同統治者としてランツフートで余生を過ごした。
1379年に死去した。カタリーナとの間に子供はなかった。